# Jarmołynci (obwód sumski)
Jarmołynci (ukr. Ярмолинці) – wieś na Ukrainie, w obwodzie sumskim, w rejonie romeńskim. W 2001 liczyła 436 mieszkańców, spośród których 428 wskazało jako ojczysty język ukraiński, 7 rosyjski, a 1 białoruski.